# Cerkev sv. Nikolaja, Petrušnja vas
Cerkev svetega Nikolaja je podružnična cerkev župnije Šentvid pri Stični, ki stoji na griču Gradišče nad Petrušnjo vasjo.

## Opis
Cerkev sv. Nikolaja je prvič omenjena leta 1250. Sedanjo podobo je cerkev dobila za čas baroka v 17. stoletju. Takrat so cerkev na novo obokali, prezidali prezbiterij in dodali k cerkvi kapelo sv. Antona Padovanskega. Glavni oltar, izdelan leta 1705 in posvečen sv. Miklavžu, krasi grb stiškega opata Antona von Gallenfelsa.